# Берлін-Східний
52°30′36″ пн. ш. 13°26′05″ сх. д. / 52.51° пн. ш. 13.4347° сх. д.
Берлін-Східний (нім. Berlin Ostbahnhof) — магістральна залізнична станція в Берліні, Німеччина. 
Розташований у кварталі Фрідріхсгайн, який зараз є частиною району Фрідріксгайн-Кройцберг, і за свою історію кілька разів змінював назву. 
У 1987 — 1998 роках був відомий як Берлін-Головний, тепер ця назва використовується для нового центрального вокзалу Берліна на колишній станції Лертер. 
Поряд зі станцією Берлін-Зоологічний Сад був одним із двох головних станцій міста; однак після відкриття нового головного залізничного вокзалу 26 травня 2006 року його значення знизилося, і багато магістральних поїздів було перенаправлено на магістральну лінію Північ-Південь через тунель північ — південь, минаючи Берлін-Східний. 
Класифікується Deutsche Bahn як станція I категорії.

## Історія

### Рання історія
Станція була відкрита 23 жовтня 1842 року як станція Франкфуртер, кінцева станція 81 км залізничної лінії до Франкфурта-на-Одері через Фюрстенвальде (Шпрее). 
В 1845 році раніше незалежна залізниця Берлін – Франкфурт об’єдналася в Niederschlesisch-Märkische-Eisenbahngesellschaft, метою якої було продовження залізниці від Франкфурта до Бреслау. 
Після того, як в 1852 році лінії NME перейшли під оруду Прусської держави, станція була перейменована на Сілезький залізничний вокзал.
У 1867 році було відкрито Старий Східний залізничний вокзал (також званий Кюстрінерським залізничним вокзалом), кінцеву станцію лінії Прусської Східної залізниці, розташовану трохи на північ від сучасної станції Берлін-Східний. 
У 1882 році Старий східний залізничний вокзал було закрито, а Сілезький залізничний вокзал був перебудований на нинішньому місці, коли почалося будівництво Берлінського штадтбану, надземної залізниці через центр Берліна, побудованої для сполучення основних станцій міста. 
Штадтбан було завершено в 1886 році; дві з чотирьох колій згодом утворили один з основних маршрутів Berlin S-Bahn.
Будучи кінцевою станцією як Сілезької, так і Східної залізниць, Сілезька станція швидко перетворилася на «Ворота на Схід» Берліна. 
До Першої світової війни потяги курсували зі столиці Німеччини через Кенігсберг до Санкт-Петербурга (Норд-Експрес) і до Москви, а також до Відня, Будапешта і Константинополя через Бреслау і Катовиці.

### Друга світова війна і НДР
Станція була серйозно пошкоджена стратегічними бомбардуваннями під час Другої світової війни і була повністю відновлена східнонімецькою залізницею Deutsche Reichsbahn. 
У 1950 році її було перейменовано на Берлін-Східний, оскільки після впровадження лінії Одер-Нейсе колишня Сілезія тепер була в основному частиною Польщі, а її німецьке населення було вигнано. 
Спогади про німецьку історію Сілезії були придушені Німецькою Демократичною Республікою. 
Після поділу Німеччини станція разом із Берлін-Ліхтенбергом була однією з двох головних залізничних станцій у Східному Берліні. 
Берлінський мур розташовувався лише за 200 м від станції; сьогодні ця частина є East Side Gallery, найдовший фрагмент Берлінського муру, що вцілів. 
З Берлін-Східний курсували експреси до Лейпцига, Галле та Дрездена. 
Станцію знову обслуговували міжнародні поїзди, такі як Віндобона до Відня.
У 1987 році післявоєнну будівлю було знесено, і станцію почали перебудовувати як головний вокзал Східного Берліна, який перейменували на Берлін-Головний. 
Проект передбачав будівництво готелю і велику зону приймання для високопоставлених гостей радянського блоку. 
Однак лише частина робіт була завершена до моменту возз’єднання Німеччини в 1990 році. 
Частково збудований готель було знесено на початку 1990-х років. 

### В останні роки
У 1998 році, станцію було перейменовано на Берлін-Східний, відновивши назву 1950-1987 років. 
Через рік почалися роботи зі знесення вокзалу та його повторна реконструкція, яка була завершена у 2002 році. 
Від споруди 1980-х років мало що залишилося, за винятком адміністративного блоку, деяких елементів фасаду та частин конструкції платформи.

## Опис
Станція має 11 колій і 9 платформ. 5 платформ використовуються для основної лінії та 4 для S-Bahn . 2 колії наскрізніі.

## Трафік

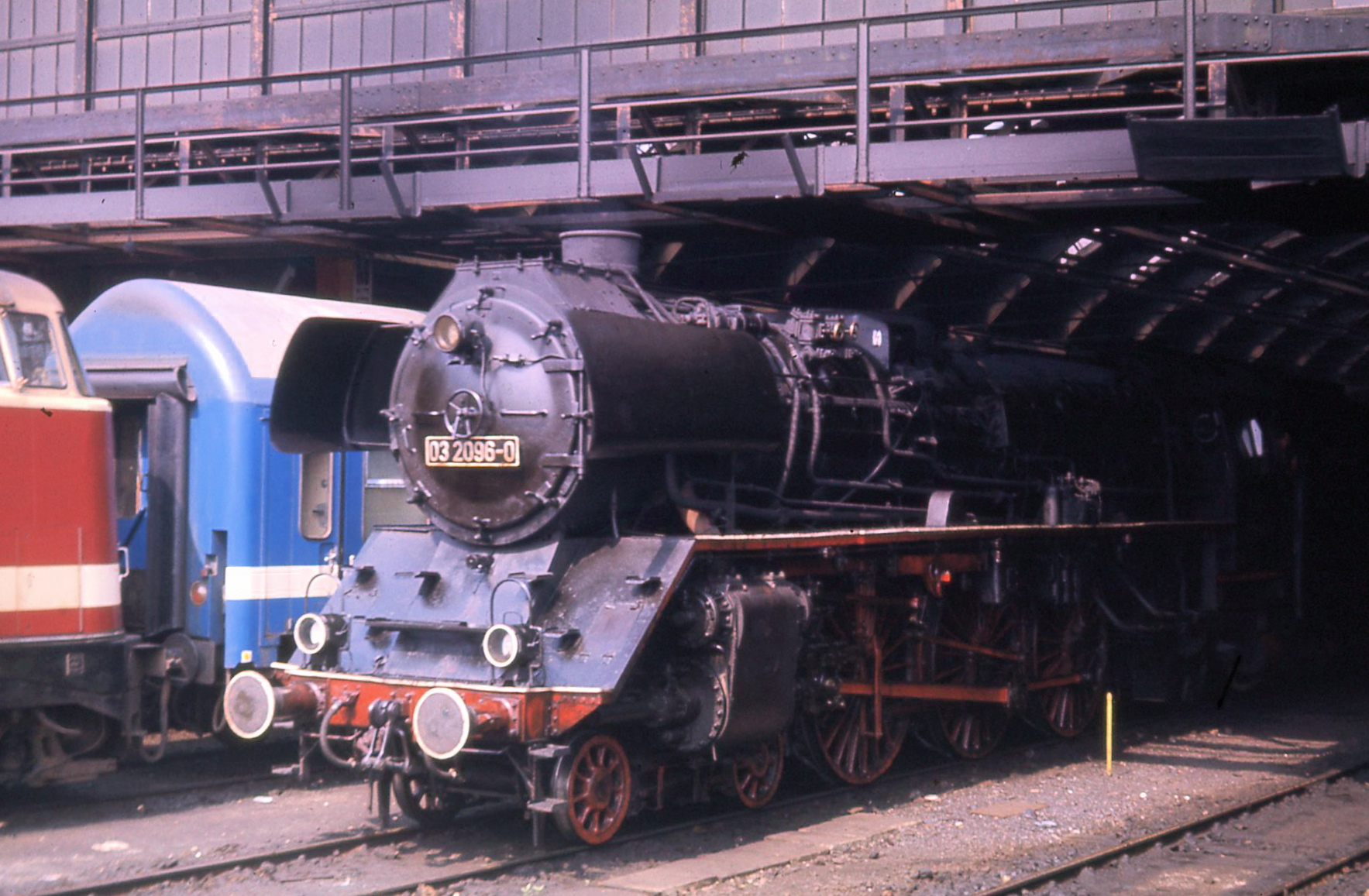
Очікування відправлення на схід у 1973 році..

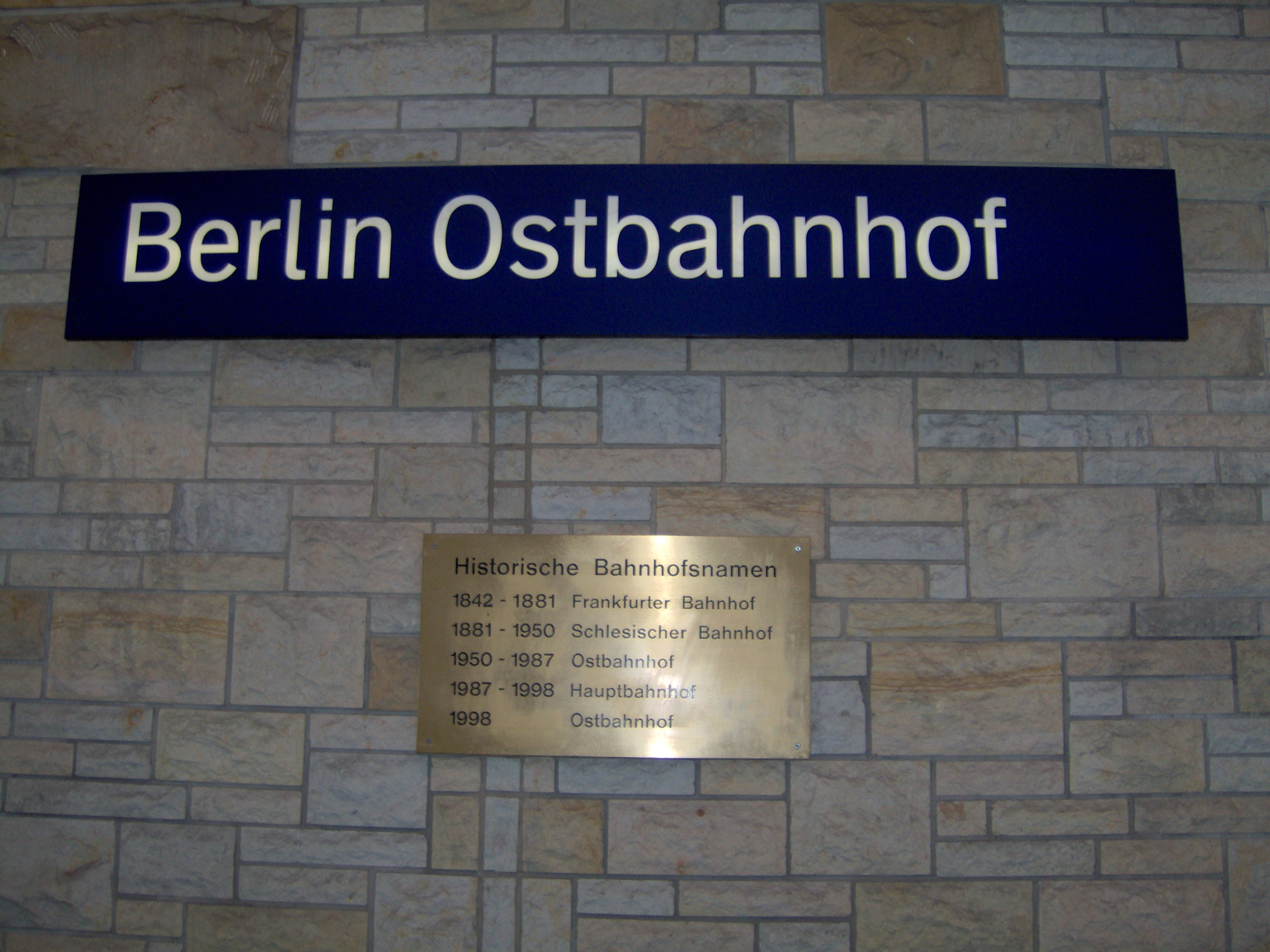
За свою 160-річну історію станція відома під кількома іменами

## Трафік[6]

### Далеке прямування
| Лінія | Маршрут | Інтервал                  |
| ----- | --- | ------------------------- |
| ICE12 | Берлін-Східний – Брауншвейг-Головний – Геттінген – Кассель-Вільгельмсхее – Фульда – Франкфурт – Мангайм – Фрайбург-Головний – Базель SBB (– Берн – Інтерлакен-Східний)                         | Що 2 години               |
| ICE13 | Берлін-Східний – Брауншвейг – Геттінген – Кассель-Вільгельмсхее – Фульда – Франкфурт-на-Майні-Південний – Аеропорт Франкфурт                                                                   | Що 2 години               |
| IC32  | Берлін-Східний – Вольфсбург-Головний – Ганновер – Мюнстер-Головний – Реклінггаузен-Головний – Ессен-Головний – Дуйсбург-Головний – Крефельд-Головний – Менхенгладбах-Головний – Аахен-Головний | Одна пара поїздів Пн–Пт   |
| IC56  | Норддайх-Моле – Емден-Головний – Ольденбург-Головний – Бремен-Головний – Ганновер – Магдебург-Головний – Потсдам-Головний – Берлін-Східний – Котбус-Головний                                   | Одна пара поїздів         |
| IC77  | Берлін-Східний – Штендаль-Головний – Вольфсбург-Головний – Ганновер – Оснабрюк-Головний – Амстердам-Центральний                                                                                | Що 2 години               |
| IC95  | Берлін-Східний – Франкфурт-на-Одері – Познань-Головний – Варшава-Центральна | Чотири пари поїздів щодня |
| RB441 | Стриж Берлін-Східний – Франкфурт – Познань – Варшава – Тереспіль – Берестя-Центральний – Мінськ-Пасажирський – Москва-Пасажирська-Смоленська                                                   | 3 пари поїздів/тиждень    |

### Регіональні служби
- RE1 Магдебург – Бранденбург – Потсдам – Берлін – Еркнер – Фюрстенвальде – Франкфурт (Одер) (– Котбус)
- RE7 Дессау – Бад-Бельціг – Міхендорф – Берлін –  Аеропорт Бранденбург — Термінал 1-2 – Вюнсдорф-Вальдштадт
- RB14 Науен – Фалькензе – Берлін –  Аеропорт Бранденбург — Термінал 1-2
- S3 Шпандау – Весткройц – Берлін-Головний – Александерплац – Берлін-Східний – Осткройц – Карлсгорст – Кепенік – Еркнер
- S5 Весткройц – Берлін-Головний – Александерплац – Берлін-Східний – Осткройц – Ліхтенберг – Штраусберг-Північний
- S7 Потсдам – Ванзеє – Весткройц – Берлін-Головний – Александерплац – Берлін-Східний – Осткройц – Ліхтенберг – Аренсфельде
- S9 Шпандау – Весткройц – Берлін-Головний – Александерплац – Берлін-Східний – Шеневайде–  Аеропорт Бранденбург — Термінал 1-2